# Skröven
Skröven (meänkieli: Röytiö) är en ort i Gällivare kommun, Norrbottens län. I juni 2025 fanns det enligt Ratsit 20 personer över 16 år registrerade med Skröven som adress.